# Giovanni Vincenzo Lucchesini
Giovanni Vincenzo Lucchesini (Lucca, 28 giugno 1660 – Roma, 1744) è stato un filologo, storico e traduttore italiano.

## Biografia
Giovanni Vincenzo Lucchesini nacque a Lucca il 28 giugno 1660 da antica famiglia patrizia. Ebbe la prima educazione nelle scuole di S. Maria Corte Orlandini. Passò quindi a Siena allievo del nobile Collegio Tolomei. A Pisa studiò giurisprudenza e matematica. Mentre attendeva a queste nuove discipline, non trascurava gli studi precedenti delle belle lettere, e nello studio pisano frequentò assiduamente anche le lezioni di Adriano Belga e di Alessandro Marchetti, traduttore di Lucrezio. Da Pisa fu chiamato a Firenze dal padre, allora ambasciatore della Repubblica di Lucca presso il Granduca di Toscana. Sotto il Pontefice Innocenzo XI si recò a Roma, e continuò a coltivare gli studi preferiti. In un consesso di grecisti e latinisti recitò un’orazione di Demostene tradotta in latino, e fu tanto il plauso di quei dotti, che Clemente XI lo volle presso di sé, e lo nominò cameriere onorario. Per consiglio di quel Papa, il Lucchesini tradusse dodici orazioni politiche di Demostene e le arricchì di erudito commento, che stampò e dedicò al medesimo pontefice. Fu quindi nominato Segretario delle Lettere Latine del Cardinale Segretario di Stato. Unendo sempre l’amore delle lettere con quello del diritto, godé la familiarità del Cardinale Giacomo Lanfredini, Segretario della Congregazione dei Cardinali per interpretare il Concilio Tridentino. Tutte le risoluzioni e i pareri, che venivano pronunciati in materia e spediti ai vescovi, erano sottoposti all’esame del Lucchesini. Questo ufficio tenne impegnato per molti anni il Lucchesini. Clemente XII lo promosse Segretario delle Lettere Latine e dei Brevi ai Principi, e in questo Ufficio fu confermato anche da Benedetto XIV. Morì nell’anno 1744. Fu sepolto nella Basilica Vaticana, di cui era canonico. Lesse il discorso funebre il suo concittadino Filippo Buonamici.

## Opere
La passione preferita del Lucchesini erano stati i classici latini e greci. La sua traduzione latina delle orazioni di Demostene fu diffusa in Germania e in Francia. Il Rollin, storico dell’antichità orientale e greca, il Gravina e il Muratori non gli furono avari di lodi. Aspre e ingenerose critiche gli vennero invece dai filologi Jacques Philippe D'Orville e Johann Jakob Reiske, che respinsero le censure mosse dal Lucchesini alla traduzione cinquecentesca di Hieronymus Wolf. Le note storiche del Lucchesini furono incluse da William Allen nell'edizione delle Orazioni di Demostene pubblicata a Londra, 1755, 2 voll. in-8°.
Lucchesini fu anche oratore. Scrisse in latino e recitò diverse orazioni, delle quali solamente quattro furono pubblicate, una su S. Giovanni Evangelista, una per l’elezione del Papa Clemente XI, tenuta all’Accademia dell'Arcadia, una in morte di Clemente XI, e l’ultima in morte di Pietro II, re di Portogallo. In lingua italiana tenne un’orazione in lode delle belle arti del disegno. Ma maggiormente si distinse nella storiografia. La sua storia latina dalla pace di Nimega al 1700, in tre libri, fu terminata di stampare nel 1738. Nello stile imitò Tito Livio, che egli si compiaceva di dire di aver letto tante volte per intero, narrò gli avvenimenti sine ira et studio, ed ebbe cura di fare critica indagine delle fonti. Scrisse con dignitosa forma latina, ornata di profonde massime e sentenze morali. È il protagonista del dialogo di Filippo Buonamici sugli scrittori delle lettere pontificie.